# 直江津市
直江津市（なおえつし）は、かつて新潟県西部（上越地方）にあった市。現在の上越市北部に相当する。
律令時代には越後国の国府と国分寺（五智国分寺）が置かれた。親鸞が配流された地として、また森鷗外の『山椒大夫』の舞台として知られる。

## 歴史

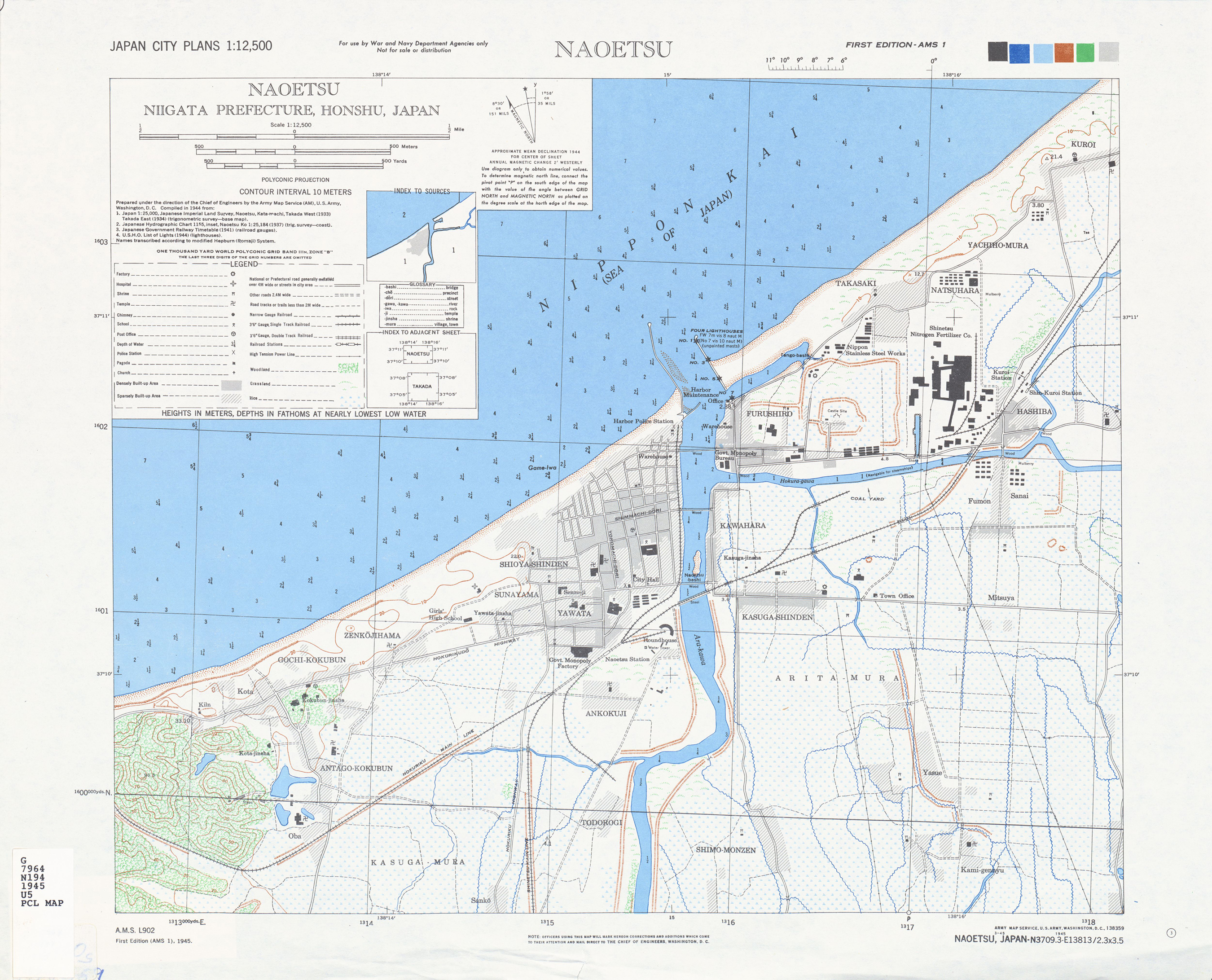
アメリカ陸軍地図局による新潟県直江津市の地図。1945年版。

### 古代・中世
- 706年（慶雲3年）	越後国の国府が置かれる[2]。
- 741年（天平13年）	越後国の国分寺（五智国分寺）が建立される[2]。
- 762年（天平宝字6年） - 水門都宇（直江津）の名が初めて文書に登場する[2]。

### 近代以後
- 1878年（明治11年）8月 - 今町を直江津に名称を変更する[3]。
- 1889年（明治22年）4月1日 - 町村制の施行により、中頸城郡直江津町、高崎新田、塩谷新田村、砂山村、八幡村、至徳寺村、安国寺村、轟木村及び春日新田の区域の一部、中頸城郡直江津町（なおえつまち）が発足する。
- 1947年（昭和22年）10月12日 - 昭和天皇の戦後巡幸。信越化学工場などを視察後、雲雀ヶ丘にて奉迎が行われた[4]。
- 1954年（昭和29年）6月1日 - 中頸城郡八千浦村、有田村、諏訪村の区域の一部及び保倉村を編入する。同日、市制施行して、直江津市となる。
- 1955年（昭和30年）
  - 3月25日 - 直江津市及び中頸城郡大瀁村の区域の境界を変更する。
  - 4月1日 - 中頸城郡谷浜村、桑取村及び高田市の区域のうち、五智の区域（1901年まで国府村の区域の一部）を編入する。
- 1956年（昭和31年）4月1日 - 直江津市及び中頸城郡大瀁村の区域の境界を変更する。
- 1958年（昭和33年）4月1日 - 高田市の区域の一部を編入する。
- 1963年（昭和38年）8月1日 - 高田市及び直江津市の区域の境界を変更する。
- 1968年（昭和43年）5月1日 - 直江津市及び中頸城郡頸城村の区域の境界を変更する。
- 1970年（昭和45年）2月1日 - 高田市及び直江津市の区域の境界を変更する。
- 1971年（昭和46年）
  - 4月27日 - 直江津市解散式[5]。
  - 4月29日 - 高田市及び直江津市が合併して、上越市が発足する。

## 行政

### 歴代市長
| 代 | 氏名     | 就任                      | 退任                      | 備考               |
| -- | -------- | ------------------------- | ------------------------- | ------------------ |
| 1  | 川澄農治 | 1954年（昭和29年）6月1日  | 1955年（昭和30年）2月     | 旧直江津町長、辞職 |
| 2  | 柳沢徹隆 | 1955年（昭和30年）4月30日 | 1962年（昭和37年）4月     |                    |
| 3  | 佐藤策次 | 1962年（昭和37年）7月     | 1971年（昭和46年）4月28日 | 廃止               |

## 教育

### 高等学校
西尾維新によるファンタジー小説『化物語』には私立直江津高校という高校が登場するが、実在する高校ではない。
- 新潟県立直江津高等学校 - 2012年閉校。新潟県立直江津中等教育学校の前身。

## 交通網

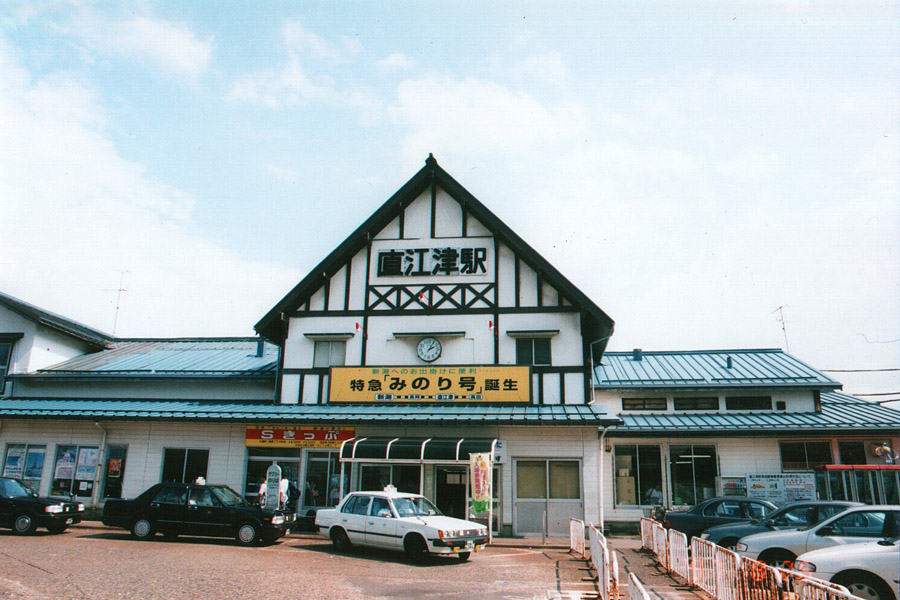
1940年に完成した直江津駅舎

近代においては鉄道と海上交通の双方において直江津は要衝の地にあった。

### 港湾
- 直江津港

### 鉄道
- 日本国有鉄道
  - 信越本線：直江津駅
  - 北陸本線：有間川駅 - 谷浜駅 - 直江津駅

## 娯楽
- 直江津銀座劇場 - 映画館（天王町）[6]
- 直江津第一劇場 - 映画館（天王町）[6]
- 直江津東映 - 映画館（住吉町）[6]

## 名所・旧跡・観光スポット

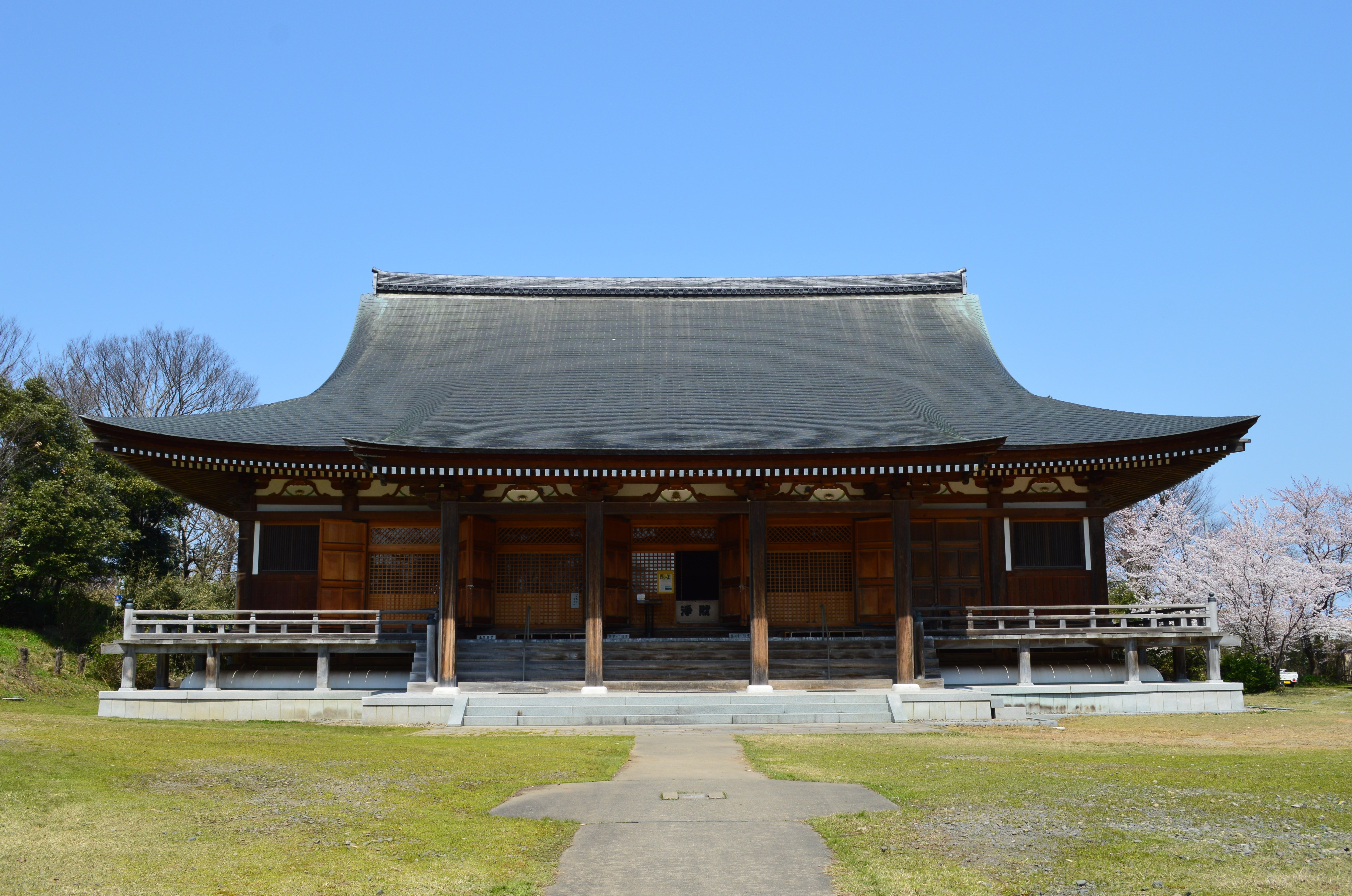
五智国分寺

- 五智国分寺
- 居多神社
- 春日山神社
- 春日山城
- 直江津市立水族博物館
- 春日山
- 船見公園

## 出身著名人
- 花ヶ前盛明 - 歴史学者。
- 渡邊洋治 - 建築家。
- 下村静四郎 - 洋画家。